# 역전로 (영천시)
역전로(Yeokjeon-ro)는 대한민국의 경상북도 영천시 완산동 중심부를 연결하는 도로이다.

## 노선 경로
- 천문로와 직결 (안동, 청송 방향)
- 완산오거리 - 천문로 (북안, 금호 방향), 시장로 (서부동, 완산동 방향)
- 영천역광장 - 금완로, 영화로